# I ragazzi irresistibili (film 1975)
I ragazzi irresistibili (The Sunshine Boys) è un film del 1975 diretto da Herbert Ross, basato sulla commedia The Sunshine Boys di Neil Simon del 1972 ispirata alla vita di una vera coppia di artisti del vaudeville, Joe Smith e Charles Dale.

## Trama
L'ormai anziano Willy Clark non ha mai avuto un buon carattere, ed ora è peggiorato per l'età. Per lungo tempo Willy è stato un attore comico del genere vaudeville, molto famoso per il duo "I ragazzi irresistibili" formato con la "spalla" Al Lewis, ritiratosi definitivamente dalle scene dall'epoca della rottura della collaborazione artistica avvenuta, come ancora ricorda con astio Willy, perché il suo compagno gli sputava addosso saliva, approfittando di alcune battute piene di "s" e gli percuoteva con violenza il petto con un dito.
Il nipote di Willy, manager dello spettacolo, ha fatto in modo che lo scorbutico zio continuasse a sentirsi professionalmente impegnato, procurandogli della particine in spot pubblicitari da dove regolarmente l'anziano attore viene allontanato per le sue pretese bislacche, come quella di avere delle patatine fresche per poter pronunciare le sue battute nel momento dell'assaggio del prodotto reclamizzato.
Per Willy giunge però l'occasione di tornare di fronte al grande pubblico per uno spettacolo rievocativo del vaudeville del passato, messo in scena da un importante network televisivo. Naturalmente dovrà ancora una volta essere ricomposto il duo de "I ragazzi irresistibili" per il famoso "sketch del dottore", un cavallo di battaglia di Willy e Al.
Il mite e placido Al Lewis, che per l'età ha anch'egli qualche difficoltà a connettere, pensa che sarà impossibile recitare ancora con Willy per il risentimento che questi ha accumulato negli anni contro di lui: il primo burrascoso incontro tra i due gli conferma le sue preoccupazioni. Willy infatti approfitta della presenza in casa sua di Al per provare lo sketch e per vendicarsi, proponendo prepotentemente una versione minimamente alterata del copione tante volte recitato in passato e che Al invece, pignolo com'è, vuole che sia mantenuta com'era. Si tratta di una battuta, «Si accomodi», in risposta al bussare ad una porta, che Willy modifica in «Si accomodi...ed entri».
Ne nasce uno scontro che sembra rendere impossibile rimettere assieme i due "ragazzi irresistibili", ma i buoni uffici dei loro parenti consentono di far mandare in onda lo spettacolo, in cui naturalmente Willy pronuncia la famigerata battuta «Si accomodi...ed entri»; al che Al risponde spruzzando saliva con una raffica di parole in "s" e bussando con un dito sul petto di Willy, che in piena trasmissione televisiva perde il controllo e si scaraventa sul compagno, costringendolo a rifugiarsi nel retro degli studi televisivi. Ma Willy non ha tenuto conto del tempo passato e del proprio fisico che non sopporta strapazzi, tanto che viene colpito da un infarto. I giorni di convalescenza saranno l'occasione di una "quasi" riconciliazione tra i due, che continueranno comunque le loro scaramucce, perdendosi nei ricordi ormai confusi del loro passato.

## Riconoscimenti
- 1976 - Premio Oscar
  - Miglior attore non protagonista a George Burns
  - Candidatura Miglior attore protagonista a Walter Matthau
  - Candidatura Migliore sceneggiatura non originale a Neil Simon
  - Candidatura Migliore scenografia a Albert Brenner e Marvin March
- 1976 - Golden Globe
  - Miglior film commedia o musicale
  - Miglior attore in un film commedia o musicale a Walter Matthau
  - Miglior attore in un film commedia o musicale a George Burns
  - Miglior attore non protagonista a Richard Benjamin
  - Candidatura Migliore sceneggiatura a Neil Simon
- 1977 - Premio BAFTA
  - Candidatura Miglior attore protagonista a Walter Matthau
  - Candidatura Migliore sceneggiatura non originale a Neil Simon